# Algodão de Jandaíra
Algodão de Jandaíra es un municipio brasileño del estado de Paraíba, emancipado en el año de 1994 separándose de su municipio madre Remígio. Su población según el censo del IBGE del año 2010 es de 2366 habitantes.

## Historia
La ciudad de Algodão de Jandaíra fue emancipada el 29 de abril de 1994, separándose de su municipio madre la ciudad de Remígio. La ciudad tiene este nombre porque fue construida en una antigua plantación de algodón de la hacienda Jandaíra que en la época también pertenecía al municipio de Areia. Primitivamente, las tierras donde hoy se localiza el municipio perteneció al Templo de la Aldea, por donde pasaban los indios de las aldeas de Queimadas. Los primeros colonizadores, fueron miembros de la familia Barbosa Freire, estos se asentaron en los márgenes de una laguna, conocida como Lagoa dos Remédios alrededor del año 1778. La hacienda Jandaíra se localizaba entre Arena y Vila de Pocinhos. Próximo a la hacienda estaba una zona de ganadería y encuentro de vaqueros, llamado Algodão.
El inspector Joaquim dos Santos Leal, dueño de la hacienda Jandaíra, fue diputado por el Partido Liberal en 1858 y 1870, y participó de un movimiento contra el Imperio. Los rebeldes de la Revolución Praieira, malogrados en Recife, se refugiaron en Areia. Allí recibieron el apoyo del juez municipal Maximiano Lopes Machado y del inspector Joaquim dos Santos Leal. El último combate ocurrió en febrero de 1849. Después seis horas de lucha, los combatientes huyeron y el inspector se refugió en la hacienda Jandaíra.